# Jana Aranya
Pour plus de détails, voir Fiche technique et Distribution.
Jana Aranya est un film indien réalisé par Satyajit Ray, sorti en 1975.

## Fiche technique
- Titre : Jana Aranya
- Réalisation : Satyajit Ray
- Scénario : Satyajit Ray d'après le roman de Mani Shankar Mukherjee
- Photographie : Soumendu Roy
- Montage : Dulal Dutta (en)
- Musique : Satyajit Ray
- Pays d'origine : Inde
- Format : Noir et blanc - Mono
- Genre : drame
- Date de sortie : 1975

## Distribution
- Pradip Mukherjee (en) : Somnath
- Satya Bandyopadhyay (en) : le père de Somnath
- Aparna Sen : l'ex petite copine de Somnath
- Arati Bhattacharya : Mme Ganguli
- Gautam Chakraborty : Sukumar
- Lily Chakravarty : Kamala
- Bimal Chatterjee : Adok
- Kalyan Chatterjee : l'ami de Somnath
- Bimal Deb : Jagabandhu
- Alokendu Dey : Fatikchand
- Dipankar Dey : Bhombol
- Utpal Dutt : Bishuda
- Santosh Dutta : Hiralal
- Rabi Ghosh : Natabar Mittir
- Soven Lahiri : Goenka
- Padmadevi : Mme Biswas